# Desmodora tenuicauda
Desmodora tenuicauda är en rundmaskart. Desmodora tenuicauda ingår i släktet Desmodora, och familjen Desmodoridae. Arten är reproducerande i Sverige.